# العلاقات السورية الليسوتوية
العلاقات السورية الليسوتوية هي العلاقات الثنائية التي تجمع بين سوريا وليسوتو.

## مقارنة بين البلدين
هذه مقارنة عامة ومرجعية للدولتين:
| وجه المقارنة                                              | سوريا                    | ليسوتو                          |
| --------------------------------------------------------- | ------------------------ | ------------------------------- |
| المساحة (كم2)                                             | 185.18 ألف               | 32.96 ألف                       |
| عدد السكان (نسمة)                                         | 18.27 مليون              | 2.23 مليون                      |
| الكثافة السكانية (ن./كم²)                                 | 98.66                    | 67.66                           |
| العاصمة                                                   | دمشق                     | ماسيرو                          |
| اللغة الرسمية                                             | اللغة العربية            | اللغة الإنجليزية، اللغة السوتية |
| العملة                                                    | ليرة سورية               | لوتي ليسوتو                     |
| الناتج المحلي الإجمالي (بليون دولار)                      | 60.20 مليار              | 2.64 مليار                      |
| الناتج المحلي الإجمالي (تعادل القوة الشرائية) بليون دولار |                          | 6.30 مليار                      |
| الناتج المحلي الإجمالي الاسمي للفرد دولار أمريكي          |                          | 1.07 ألف                        |
| الناتج المحلي الإجمالي للفرد دولار أمريكي                 |                          | 2.64 ألف                        |
| مؤشر التنمية البشرية                                      | 0.594                    | 0.497                           |
| رمز المكالمات الدولي                                      | +963                     | +266                            |
| رمز الإنترنت                                              | .sy                      | .ls                             |
| المنطقة الزمنية                                           | ت ع م+02:00، ت ع م+03:00 | ت ع م+02:00                     |

## منظمات دولية مشتركة
يشترك البلدان في عضوية مجموعة من المنظمات الدولية، منها:
| علم المنظمة | اسم المنظمة                               | تاريخ انضمام سوريا | تاريخ انضمام ليسوتو |
| ----------- | ----------------------------------------- | ------------------ | ------------------- |
|             | مؤسسة التنمية الدولية                     | 28 يونيو 1962      | 19 سبتمبر 1968      |
|             | يونسكو                                    | 16 نوفمبر 1946     | 29 سبتمبر 1967      |
|             | وكالة ضمان الاستثمار متعدد الأطراف        | 14 مايو 2002       | 12 أبريل 1988       |
|             | الأمم المتحدة                             | 24 أكتوبر 1945     | 17 أكتوبر 1966      |
|             | الاتحاد البريدي العالمي                   | ?                  | ?                   |
|             | البنك الدولي للإنشاء والتعمير             | 10 أبريل 1947      | 25 يوليو 1968       |
|             | الاتحاد الدولي للاتصالات                  | 12 يناير 1924      | 26 مايو 1967        |
|             | منظمة حظر الأسلحة الكيميائية              | ?                  | ?                   |
|             | مؤسسة التمويل الدولية                     | 28 يونيو 1962      | 29 سبتمبر 1972      |
|             | المركز الدولي لتسوية المنازعات الاستشارية | 24 فبراير 2006     | 7 أغسطس 1969        |
|             | منظمة الشرطة الجنائية الدولية             | ?                  | ?                   |

## وصلات خارجية
- موقع وزارة الخارجية الليسوتوية